# Formentera
Formentera (Španjolski: [foɾmenˈteɾa]) je španjolski otok smješten u Sredozemnom moru, koji pripada autonomnoj zajednici Balearsko otočje (Španjolska) zajedno s Mallorcom, Menorcom i Ibizom.
Formentera je najmanji i najjužniji otok otočja Las Pitiusas (koje se sasatoji od Ibize i Formentere i raznih malih otočića). Prostire se na površini od 83,24 km2, uključujući pučinske otočiće. Na popisu stanovništva 1. studenog 2011., otok je imao 10,583 stanovnika; prema popisu stanovništva od 1. siječnja 2021. brojio je 11.891 stanovnika, dok je službena procjena 1. siječnja 2023. bila 11.389 stanovnika.

## Povijest
Vjeruje se ime otoka potječe od latinske riječi frumentarium, što znači "žitnica". Otok je bio naseljen u prapovijesno doba, od 2000. do 1600. pr. Kr. Arheološka nalazišta iz tog razdoblja ostala su u Ca na Costa, Rt Cap de Barbaria (više nalazišta) i Cova des Fum. Otok su zauzeli Puni, a kasnije je prešao u ruke starih Rimljana. U narednim stoljećima otokom su vladali Zapadni Goti, Bizant, Vandali i Arapi. Godine 1109. bio je meta razornog napada norveškog kralja Sigurda I. koji je vodio "Norveški križarski rat". Otok je osvojio Jakov I. Aragonski i pridodao ga Aragonskoj kruni, da bi kasnije postao dijelom srednjovjekovne Kraljevine Mallorca.
Od 1403. do ranog 18. stoljeća, prijetnja napada Berberskih korsara učinila je otok nenastanjivim. Dana 17. lipnja 1651., tijekom Francusko-španjolskog rata (1635.-1659.), eskadra španjolskih galija pod vodstvom Ivana od Austrije Mlađeg zarobila je francusku galiju Lion Couronné kod ovog otoka.
Otok (zajedno s okolnim otočićima) nakon 1977. postao je posebno otočno vijeće (na istom teritoriju kao i istoimena općina). Prije toga, njime se upravljalo u bivšem otočnom vijeću Ibize i Formentere (pokrivajući cijelu skupinu otočja Las Pitiusas), ali u zasebnoj comarci (koja je već pokrivala sadašnju općinu Formentera). Ova je reforma omogućila Ibizi da ujedini svoju comarcu (od pet općina) sa svojim novim otočnim vijećem (koje više ne upravlja Formenterom).

## Geografija
Otok je dug 19 km i nalazi se približno 6 km južno od otoka Ibize, u Sredozemnom moru. Formentera čini granicu Balearskog mora, koje je sjeverozapadni dio Sredozemnog mora. Veća mjesta na otoku su Sant Francesc Xavier, Sant Ferran de ses Roques, El Pilar de la Mola (na poluotoku La Mola), La Savina i Es Pujols, najvažnije turističko odredište otoka.
Formentera se sastoji od jedne općine, koja se također naziva Formentera, i ima 11.981 stanovnika (stanje 1. siječnja 2021.). Površina otoka iznosi 83,24 km2. Podijeljena je na nekoliko civilnih župa (parròquies), koje su same podijeljene na vende (véndes na katalonskom).
Sjeverno od Formentere nalazi se Espalmador (na katalonskom: Illa de S'Espalmador ), drugi po veličini otok u otočju Las Pitiusas, okružen s nekoliko manjih otočića.
Espalmador je tombolo, odvojen od glavnog otoka Formentere plitkim pješčanim sprudom. Ovo je područje popularna stanica za one koji jahtama putuju između Ibize i Formentere.

## Klima
Formentera ima polusuhu klimu s vrućim, vrlo suhim ljetima i toplim, suhim zimama. Ravničarski reljef otoka ima za posljedicu rijetke oborine, a temperatura je prilično ujednačena. Prosječna godišnja količina oborina je 370-420 mm. Prosječna godišnja temperatura je između 17 i 18 °C. Općenito, klima je blaga, s prosječnom godišnjom temperaturom od 18,6°C i prosječno 2883 sunčana sata godišnje.
| Klimatološki srednjaci za Formentera | Klimatološki srednjaci za Formentera | Klimatološki srednjaci za Formentera | Klimatološki srednjaci za Formentera | Klimatološki srednjaci za Formentera | Klimatološki srednjaci za Formentera | Klimatološki srednjaci za Formentera | Klimatološki srednjaci za Formentera | Klimatološki srednjaci za Formentera | Klimatološki srednjaci za Formentera | Klimatološki srednjaci za Formentera | Klimatološki srednjaci za Formentera | Klimatološki srednjaci za Formentera | Klimatološki srednjaci za Formentera |
| mjesec                               | sij                                  | velj                                 | ožu                                  | tra                                  | svi                                  | lip                                  | srp                                  | kol                                  | ruj                                  | lis                                  | stu                                  | pro                                  |                                      |
| ------------------------------------ | ------------------------------------ | ------------------------------------ | ------------------------------------ | ------------------------------------ | ------------------------------------ | ------------------------------------ | ------------------------------------ | ------------------------------------ | ------------------------------------ | ------------------------------------ | ------------------------------------ | ------------------------------------ | ------------------------------------ |
| srednji maksimum, °C                 | 15                                   | 16                                   | 17                                   | 19                                   | 22                                   | 26                                   | 29                                   | 30                                   | 28                                   | 24                                   | 19                                   | 16                                   |                                      |
| srednja dnevna temperatura, °C       | 12                                   | 12                                   | 13                                   | 15                                   | 18                                   | 22                                   | 25                                   | 26                                   | 24                                   | 20                                   | 16                                   | 13                                   |                                      |
| srednji minimum, °C                  | 8                                    | 8                                    | 9                                    | 11                                   | 14                                   | 17                                   | 21                                   | 21                                   | 19                                   | 16                                   | 12                                   | 9                                    |                                      |
| oborine, mm                          | 35                                   | 30                                   | 40                                   | 35                                   | 25                                   | 15                                   | 5                                    | 25                                   | 40                                   | 65                                   | 50                                   | 55                                   |                                      |
| oborine, dani                        | 6                                    | 5                                    | 6                                    | 6                                    | 5                                    | 3                                    | 1                                    | 3                                    | 4                                    | 5                                    | 6                                    | 6                                    |                                      |
| Izvor: Climates to travel            |                                      |                                      |                                      |                                      |                                      |                                      |                                      |                                      |                                      |                                      |                                      |                                      |                                      |

## Uprava

### Otočna vlada
Izbori se održavaju svake četiri godine istodobno s lokalnim izborima. Od 1983. do 2007. vijećnici su neizravno birani na temelju rezultata izbora za parlament Balearskih otoka za izborne okruge Ibiza i Formentera (tada je formirano jedinstveno otočko vijeće, a Formentera je poslala jednog vijećnika i u parlament i u otočno vijeće). Međutim, od 2007. održavaju se odvojeni izravni izbori za izbor Otočnog vijeća Formentere, koje trenutačno ima 17 mjesta (samo jedno šalje Balearskom parlamentu).

## Turističke atrakcije
Od 1960-ih je Formentera popularno odredište za hipije. Formentera je diljem Europe poznata po mnogim netaknutim bijelim plažama i činjenici da je nudističko sunčanje dopušteno na većini njenih plaža.
Kroz svoju povijest, Formentera je bila tema mnogih legendi, zapisanih u romanima poznatih pisaca kao što je Jules Verne, te u pjesmama različitih glazbenika poput Gilberta Gila i Pink Floyda. Od ove umjetničke zanimljivosti, godišnji Formentera Jazz Festival održava se svake godine početkom lipnja i uključuje mnoge nove i etablirane glazbenike s lokalne i međunarodne scene.
Kanadski pisac Patrick Roscoe rođen je u Formenteri. Joni Mitchell napisala je svoj album Blue iz 1971. na otoku dok je Bob Dylan jednom spavao na Far de la Mola na otoku. Autor Matt Haig također piše o čestom posjećivanju otoka u svojim dvadesetima u Razlozima da ostanete živi. Uvodna pjesma albuma King Crimson Islands, Formentera Lady, nazvana je po otoku. James Taylor također je radio na svojoj hit pjesmi Carolina in My Mind na odmoru nakon snimanja za Apple Records, iako ju je počeo pisati u Londonu i dovršio na obližnjem otoku Ibizi.
Svjetionik Cap de Barbaria igra ključnu ulogu u španjolskom filmu Julija Medema iz 2001., Seks i Lucija (Lucía y el sexo), koji je sniman na otoku i poslužio je kao kamen temeljac za isprepletene odnose različitih likova.
Iako asfaltirane ceste omogućuju pristup svim dijelovima otoka, a automobili se lako unajmljuju u luci, mnogi se ljudi odlučuju za najam mopeda ili čak bicikala zbog ravničarske prirode većeg dijela otoka i dostupnosti namjenskih biciklističkih staza na mnogim mjestima.
Otok također ima četiri tornja Martello.

## Promet
Bez zračnih luka, do otoka se prije moglo doći samo brodom s Ibize, što ga je činilo tišim od dva otoka, ali posljednjih godina redovite putničke linije sa španjolskog kopna povećale su turizam.
Karte za trajekt s Ibize dostupne su unaprijed, kao i transferi iz zračne luke Ibiza ili luke izravno do smještaja u Formenteri.
Trajekti za Formenteru prometuju s vlastitog terminala u luci Ibiza, s polascima svakih pola sata u visokoj sezoni na velikim (200+ putnika) brzim katamaranima. Putovanje traje otprilike 30 minuta, uključujući 10 minuta napuštanja Ibize, 10 minuta prelaska preko mora i 10 minuta dolaska u Formenteru pokraj prevlake do Espalmadora.
Neka od sidrišta možda neće biti prikladna za jedrilice u neidealnim okolnostima.

## Kultura
U Formenteri se govori lokalna ibiška (eivissenc) varijanta balearskog dijalekta katalonskog jezika. Dok su službeni jezici katalonski i španjolski, drugi glavni jezici poput engleskog, talijanskog, njemačkog, francuskog i nizozemskog također se mogu čuti u velikoj mjeri ljeti zbog masovnog turizma.

## Sport
Od 1. rujna do 7. rujna Formentera je bila domaćin Svjetskog prvenstva 2007 Techno 293 OD u jedrenju na dasci za juniore do 15 godina i mlade do 17 godina

## Galerija
- Crkva u Sant Francescu
- Obala u blizini Cala Saone
- Otok Espalmador
- Plaža Trucadors

## Vanjske poveznice
Vodič: Formentera na Wikivoyageu
- Consell de Formentera
- Local government website
- Formentera na Curlie